# Borodajiwka
Borodajiwka (ukrainisch Бородаївка; russisch Бородаевка Borodajewka) ist ein Dorf in der ukrainischen Oblast Dnipropetrowsk mit etwa 800 Einwohnern. Erstmals schriftlich erwähnt wurde das Dorf im Jahr 1707.

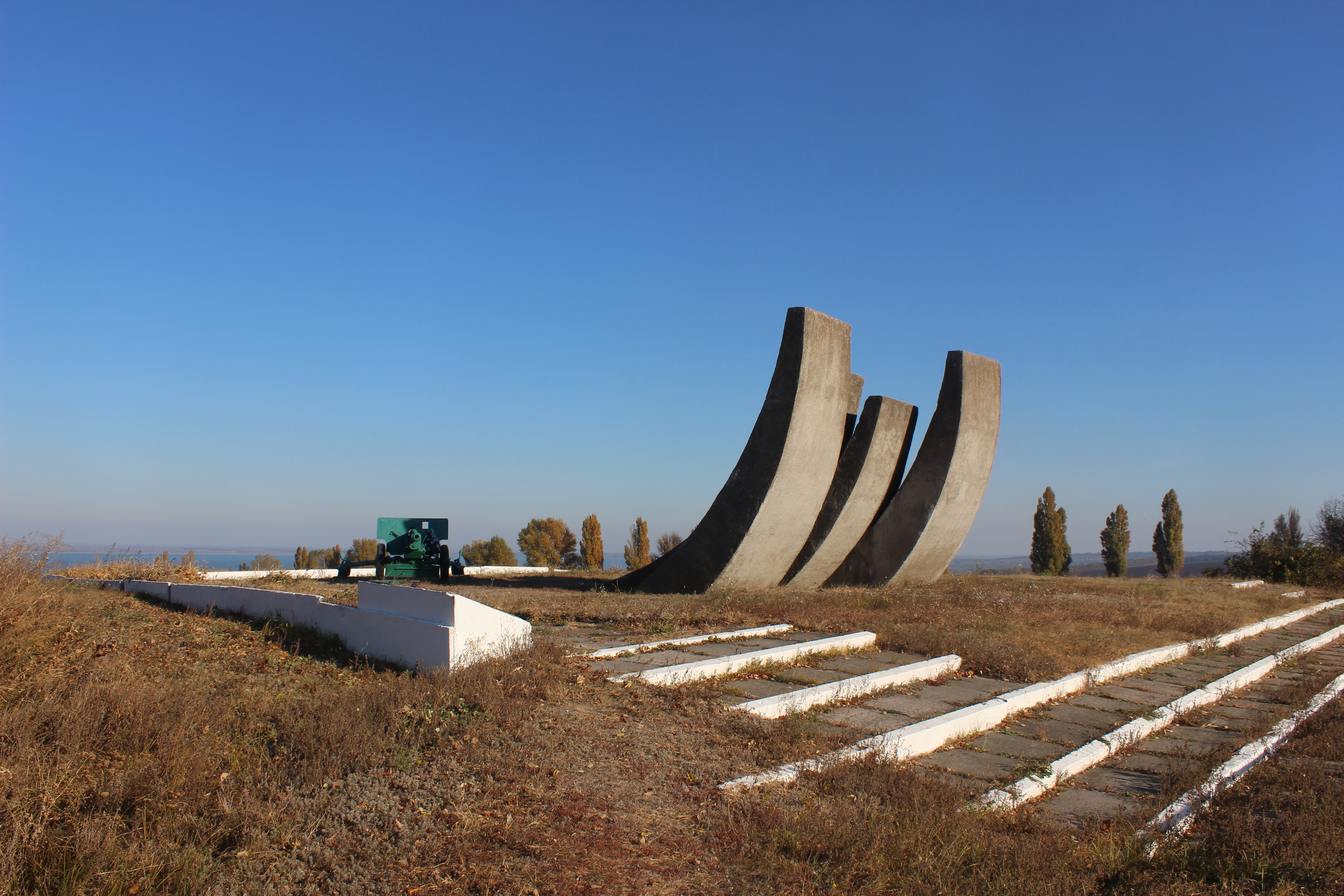
Denkmal im Ort

## Geographie
Borodajiwka liegt im Rajon Kamjanske am zum Kamjansker Stausee angestauten Dnepr 90 km nordwestlich des Oblastzentrums Dnipro. Am Dorf entlang führt die nationale Fernstraße N 08.
Am 12. Juni 2020 wurde das Dorf ein Teil der Stadtgemeinde Werchnjodniprowsk, bis dahin bildete es zusammen mit dem Dorf Prawobereschne (Правобережне) die gleichnamige Landgemeinde Borodajiwka (Бородаївська сільська рада/Borodajiwska silska rada) im Norden des Rajons Werchnjodniprowsk.
Am 17. Juli 2020 kam es im Zuge einer großen Rajonsreform zum Anschluss des Rajonsgebietes an den Rajon Kamjanske.